# Ford Escort MK I
La Primera Generación del Ford Escort es un automóvil de turismo del segmento C producido por el fabricante estadounidense Ford Motor Company, inicialmente para el mercado europeo, siendo luego ofrecido en los mercados asiático y oceánico. Su producción comenzó a finales del año 1968, siendo fabricado inicialmente en la factoría de Halewood, Inglaterra, con el objetivo de reemplazar al Ford Anglia. Posteriormente, su producción comenzó a extenderse hacia otros países de Europa, como ser Alemania, Irlanda y Bélgica.
El debut de este automóvil tuvo lugar en el Salón del Automóvil de Bruselas, en enero de 1968, siendo luego ingresado a los mercados del Reino Unido y de Irlanda. Tras su producción en Europa, Ford comenzó un proceso de globalización a través de este modelo, que incluyó la producción del mismo en el mercado asiático y oceánico, más específicamente en Israel, Taiwán, Nueva Zelanda y Australia.
Su producción finalizó en el año 1975, dando paso a la segunda generación del Escort. Cabe destacar, que esta fue la primera generación en presentar una versión sedán tricuerpo dentro de su gama de productos, ya que años más tarde esta versión sería separada de la gama Escort, siendo denominada como Ford Orion.

## Desarrollo del vehículo

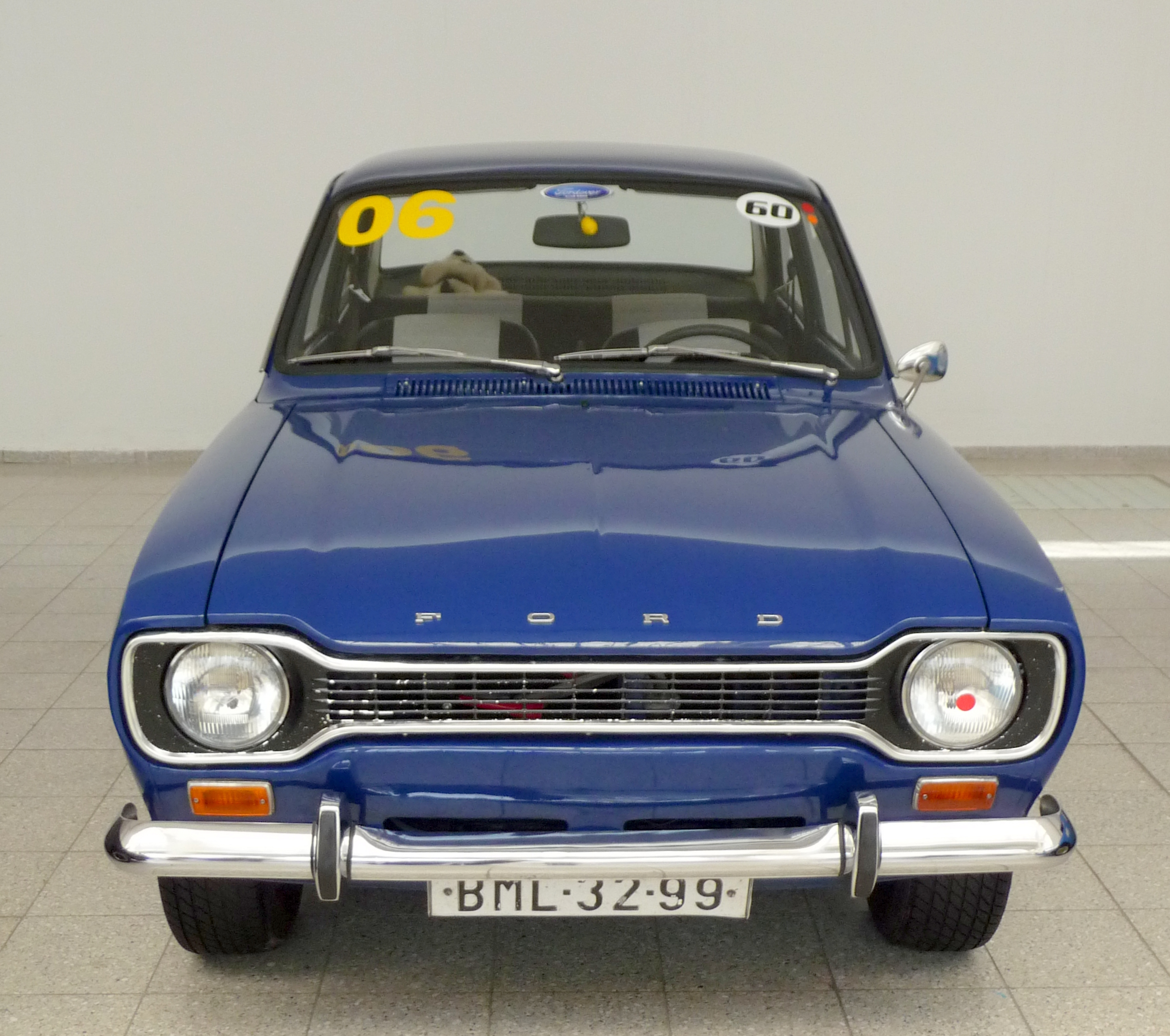
Diseño estilo "Hueso de perro" para la trompa de la Primera generación del Escort, una de las principales características de diseño del modelo

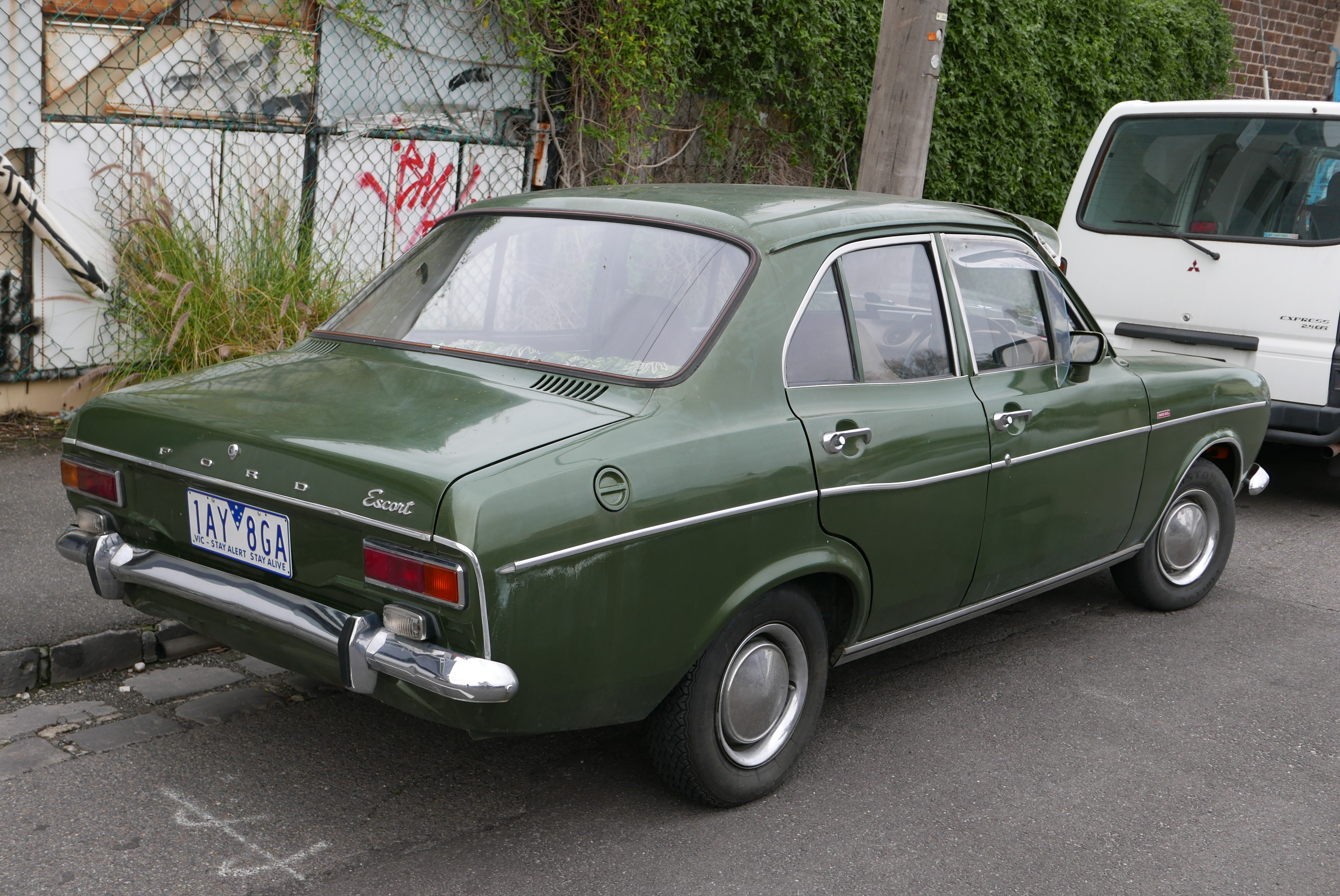
El diseño de cintura estilo "Botella Coke", también fue una característica visual de importancia en este modelo.

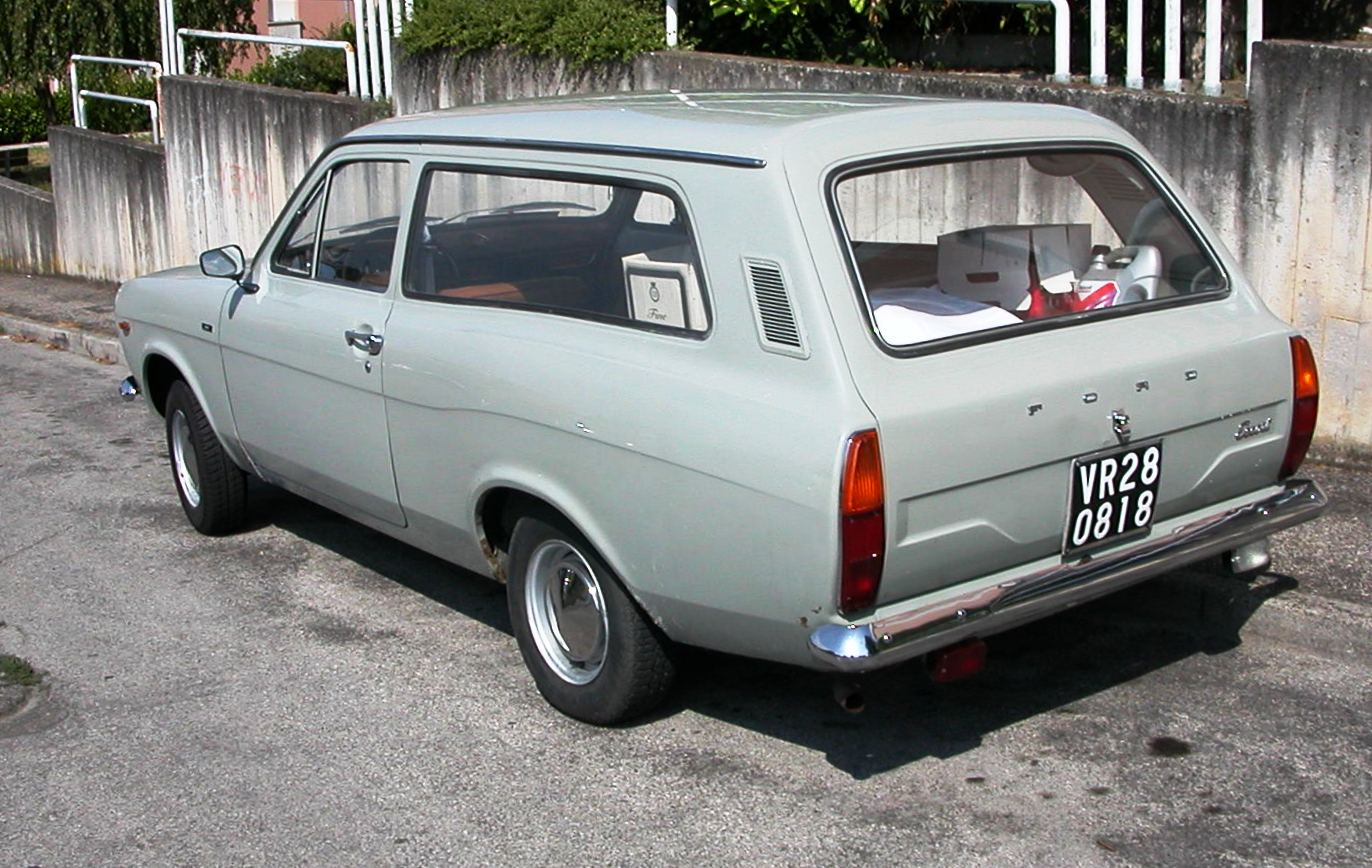
Versión familiar de dos puertas del Escort MK I

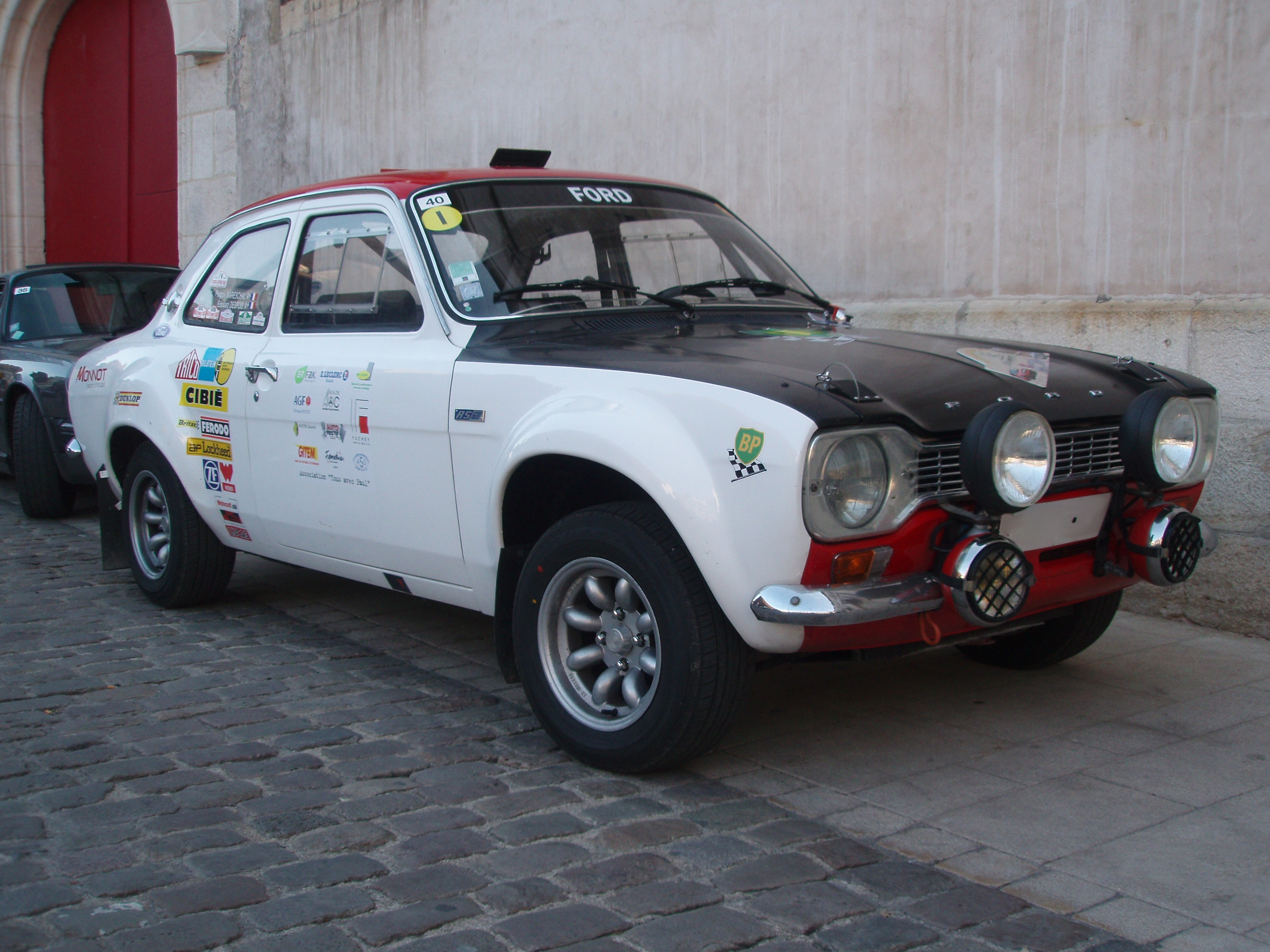
Ford Escort I RS.

Este automóvil fue presentado en Irlanda y el Reino Unido a finales de 1967, haciendo su debut en el Salón del Automóvil de Bruselas en enero de 1968. Fue proyectado y diseñado para reemplazar al exitoso y antiguo Ford Anglia. El automóvil se presentó en Europa continental como producto de las operaciones de Ford en dicho mercado. La producción del Escort comenzó en la planta de Halewood, Inglaterra, durante los últimos meses de 1967, mientras que para los mercados de conducción por carril izquierdo, comenzó en septiembre de 1968 en la planta de Ford en Genk, Bélgica. Inicialmente, los Escort continentales diferían ligeramente de los construidos en el Reino Unido, ya que la suspensión delantera y el mecanismo de dirección estaban configurados de manera diferente y los frenos estaban equipados con dos circuitos hidráulicos. También las ruedas montadas en los Escort construidos en Genk, tenían llantas más anchas. A principios de 1970, la producción continental europea se transfirió a una nueva planta en las afueras de Saarlouis, Alemania Occidental.
El Escort fue un éxito comercial en varias partes de Europa occidental, pero su reducto por excelencia fue el Reino Unido, donde el best-seller nacional de la década del' 60, el Austin-Morris 1100 de la BMC, comenzaba a mostrar signos del paso del tiempo, mientras que modelo Cortina de la propia Ford, había crecido tanto en dimensiones como en precio, más allá del nicho de mercado en el que originalmente se había lanzado. En este país, el Escort tuvo como principales rivales al Vauxhall Viva y, tras su aparición a inicios de 1970, al Hillman Avenger del Grupo Rootes.
En junio de 1974, seis años después de la presentación del automóvil en el Reino Unido, Ford anunció la producción de la unidad número 2 millones del Ford Escort, un hito hasta ahora inigualable por cualquier modelo de Ford, fuera de los Estados Unidos. También se afirmó que el 60% de los dos millones de Escorts habían sido construidos en Gran Bretaña.  En Alemania Occidental, los automóviles se fabricaron a un ritmo más lento de alrededor de 150000 automóviles por año, cayendo a 78604 en 1974, el último año de producción para esta primera generación. Muchos de los Escort construidos en Alemania se exportaron, especialmente a Benelux e Italia. Desde la perspectiva del mercado interno de Alemania Occidental, el automóvil era considerado estrecho e incómodo en comparación con el ya afirmado Opel Kadett, con quien sin embargo podía compararse en precio de venta. Al mismo tiempo, desde el punto de vista tecnológico era considerado como primitivo con relación a los importados Fiat 128 y Renault 12. Las generaciones posteriores del Escort formaron parte de un segmento en el que se evitó ofrecer al modelo original, a pesar de ello y en líneas generales, dentro del mercado ampliado de Europa, los volúmenes de venta del Escort siempre estuvieron muy por detrás de los productos de General Motors, Kadett y su sucesor Astra.
Esta primera generación del Ford Escort fue presentada con tracción trasera convencional y dos opciones de caja de cambios, siendo estas una caja manual de cuatro velocidades o una transmisión automática de tres velocidades. El sistema de suspensiones consistió en un sistema de puntal McPherson en la delantera y un eje vivo simple montado en muelles en la trasera. Al mismo tiempo, fue el primer Ford pequeño en utilizar dirección de piñón y cremallera. Este Mark I presentaba en su diseño, señales de estilo contemporáneo en sintonía con su época, como ser una sutil cintura inspirada en el estilo Botella Coke aplicado en Detroit y la parrilla delantera en forma de "hueso de perro", posiblemente la principal característica estilística del automóvil. Este estilo similar al "Botella Coke" fue presentado en el Cortina Mark III, un vehículo más grande (visualmente similar al Taunus construido en Alemania Occidental) lanzado en 1970.
Inicialmente, el Escort se vendió como un sedán de dos puertas, con faros delanteros circulares y piso de goma en el modelo "De Luxe". El modelo "Super" presentaba faros rectangulares, alfombras, un encendedor y un medidor de temperatura del agua. A finales de marzo de 1968, se introdujo un familiar de dos puertas que, con el asiento trasero rebatido, proporcionaba un aumento del 40% en el espacio de carga máxima sobre con relación al antiguo familiar Anglia 105E, según el fabricante. La versión familiar presentaba las mismas opciones de motor que el sedán, pero también incluía un embrague más grande de 7,5 pulgadas de diámetro (190 mm), resortes traseros más rígidos y en la mayoría de las configuraciones tambores o discos de freno ligeramente más grandes que el sedán. Una versión camioneta apareció en abril de 1968 y el sedán de 4 puertas (un estilo de carrocería que nunca estuvo disponible en el Anglia del Reino Unido) en 1969.
Debajo del capó se encontraba el motor Kent Crossflow (flujo cruzado), también utilizado en el Ford Pinto norteamericano de menor capacidad. Los motores diesel en los autos familiares pequeños eran raros, y el Escort no fue la excepción. Inicialmente presentaba solo motores de gasolina, en versiones de 1.1 L y 1.3 L. Un motor de 940 cc también estaba disponible en algunos mercados de exportación como Italia y Francia. Este pequeño motor siguió siendo popular en Italia, donde fue aplicado a la segunda generación del Escort, pero en Francia fue discontinuado en 1972.
Existió también una versión de alto rendimiento llamada 1300 GT, que presentaba un impulsor mejorado OHV de 1.3 litros de flujo cruzado, equipado con carburador Weber y suspensión mejorada. Esta versión presentaba instrumentación adicional, compuesta por tacómetro, indicador de carga de baterías y medidor de presión de aceite. El mismo impulsor mejorado de 1.3 litros, también se utilizó en una variante comercializada como Escort Sport, que pasó a equipar un alerón delantero ensanchado, original de la gama de modelos producidos por el departamento de avanzada AVO (Advanced Vehicles Operations), pero que pertenecía al sistema de equipamiento de los modelos básicos. Luego fue presentada una versión ejecutiva que fue denominada como "1300 E". Esta versión presentaba el mismo rodado de 13" y alerones acampanados de la versión Sport, aunque estaba encasillado en una categoría de lujo, presentando equipamiento de moda para esa época como ser, adornos de madera en el tablero y paneles de puertas.
Otra versión disponible de mayor rendimiento y desarrollada para competiciones de turismos fue el Escort Twin Cam, el cual fue construido para su homologación dentro del Grupo 2 del Campeonato Mundial de Rally. El motor de esta versión venía equipado con una tapa de 8 válvulas y doble árbol de levas a la cabeza, fabricada por Lotus, la cual fue adaptada al bloque sin flujo cruzado de 1.5 litros, que poseía un diámetro mayor que el habitual, para dar una capacidad de 1558 cc. Este motor había sido originalmente desarrollado para el Lotus Elan. La producción del Twin Cam, localizada originalmente en Halewood, se eliminó gradualmente a medida que comenzó la producción del Cosworth RS 1600 (cuyas siglas eran una connotación del término Rallye Sport). Un ejemplar muy popular de la versión Twin Cam, fue utilizada por la escudería Alan Mann Racing, quien compitió como equipo oficial de Ford en el Campeonato Británico de Automovilismo, entre 1968 y 1969, equipado con un motor Ford FVC de 16 válvulas, que producía más de 200 caballos de fuerza y que era empleado en Fórmula 2. Esta unidad fue piloteada por el australiano Frank Gardner, quien se proclamó campeón en el año 1968.

### Producción en Nueva Zelanda
La producción del Escort en Nueva Zelanda tuvo lugar en planta de Ford en Seaview, Lower Hutt. En esta plaza, se construyeron inicialmente versiones de 1.1 y 1.3 litros, siendo primeramente ofrecidos los sedanes de dos puertas Deluxe (1.1) y Super (1.3) más furgonetas de panel. El sedán de cuatro puertas se agregó en 1970. Los niveles de equipamiento se revisaron después del lifting facial del Reino Unido de 1972, solo con la salida del 1.3 XL (equipado con paquete de instrumentos GT) antes de que estos se redujeran a un nivel L. Se ofrecieron ajustes base y L al final de la producción de esta generación. A la par de esta producción, una tanda de versiones 1.6 producidas en México fueron importados en 1973 y 1974, luego de que el gobierno liberase temporalmente las licencias de importación debido a la escasez de automóviles nuevos. Las versiones familiares fueron mayoritariamente importadas.

### Producción en Australia
La Primera Generación fue producida por Ford Australia entre 1970 y 1975, siendo ofrecido en versiones sedán de 2 y 4 puertas y furgoneta de dos puertas. En la gama de motores, fueron ofrecidas las versiones de 1100 y 1300 cc, al igual que una versión de 1600 cc con doble árbol de levas, esta última disponible en el modelo Escort Twin Cam, el cual fue rebautizado como Escort GT 1600 a fines de 1971. Unas 67146 unidades del Escort de primera generación fueron construidas en Australia, lo que significó un aumento en la producción automotriz australiana del 85%.

### Producción en Israel
A diferencia de los mercados anteriormente citados, en Israel la producción del Escort estuvo tercerizada y limitada al ensamblaje de vehículos por sistema CKD. El ensamblaje de la primera generación del Escort fue realizado por Automotive Industries Upper, en Nazaret, en conjunto con el distribuidor local, Israel Automotive Corp. El ensamblaje de kits de origen británico comenzó en abril de 1968, mientras que el último MK I, un verde claro de 1100cc de dos puertas, se produjo el 14 de noviembre de 1975. Se ensamblaron un total de 14,905 unidades en Israel, incluidas 105 camionetas Escort 400.

### Comercialización en Japón
En Japón, la primera generación del Escort fue importada por la firma Kintetsu Motors, que traía los vehículos importados desde el Reino Unido. Estas unidades estaban disponibles con motores de 1.3 litros y equipamiento GT, siendo a su vez vendidos junto al Ford Cortina y el Capri. Las ventas del Escort tuvieron éxito gracias a que este modelo cumplía con las regulaciones de dimensión aplicadas por el Gobierno Japonés, con relación a las dimensiones del coche y el desplazamiento de su motor. En este mercado, el Escort era ofrecido únicamente en variante sedán de 4 puertas, siendo a su vez la única generación que se vendió en el Japón. Como se mencionó, uno de los puntos que favoreció el nivel de ventas del Escort en Japón fue la disposición de su motor, ya que el mismo contribuyó a una menor obligación anual en el impuesto de circulación para los compradores japoneses.

## Fichas técnicas
| Versiones                              | Período   | Cil.    | Rel. Comp. | Tapa de válvula | Potencia                          | Torque                            |
| -------------------------------------- | --------- | ------- | ---------- | --------------- | --------------------------------- | --------------------------------- |
| Escort 940 Italia                      | 1968-1974 | 940 cc  | 9,5:1      | OHV (8V)        | 45 hp (34 kW; 46 PS) @ 5600 rpm   | 67 N⋅m (49.5 lb⋅ft) @ 3200 rpm    |
| Escort 1100 Baja Compresión            | 1968-1970 | 1098 cc | 8:1        | OHV (8V)        | 40 hp (30 kW; 41 PS) @ 5300 rpm   | 70.5 N⋅m (52.0 lb⋅ft) @ 3000 rpm  |
| Escort 1100 Deluxe y Super             | 1968-1970 | 1098 cc | 9:1        | OHV (8V)        | 45 hp (34 kW; 46 PS) @ 5300 rpm   | 73.5 N⋅m (54.2 lb⋅ft) @ 2800 rpm  |
| Escort 1300 Baja Compresión            | 1968-1970 | 1298 cc | 8:1        | OHV (8V)        | 48 hp (36 kW; 49 PS) @ 5000 rpm   | 85 N⋅m (63 lb⋅ft) @ 2400 rpm      |
| Escort 1300 Deluxe y Super, Manual     | 1968-1970 | 1298 cc | 9:1        | OHV (8V)        | 51 hp (38 kW; 52 PS) @ 5000 rpm   | 92 N⋅m (68 lb⋅ft) @ 2500 rpm      |
| Escort 1300 Deluxe y Super, Automático | 1968-1970 | 1298 cc | 9:1        | OHV (8V)        | 51 hp (38 kW; 52 PS) @ 5000 rpm   | 92 N⋅m (68 lb⋅ft) @ 2500 rpm      |
| Escort 1300 GT                         | 1968-1970 | 1298 cc | 9.2:1      | OHV (8V)        | 76 hp (57 kW; 77 PS) @ 6000 rpm   | 101 N⋅m (75 lb⋅ft) @ 4300 rpm     |
| Escort Twin Cam                        | 1968-1971 | 1558 cc | 9.4:1      | DOHC (8V)       | 105 hp (78 kW; 106 PS) @ 5500 rpm | 140 N⋅m (100 lb⋅ft) @ 4000 rpm    |
| Escort 1100 L Baja Compresión          | 1970-1974 | 1098 cc | 8:1        | OHV (8V)        | 43 hp (32 kW; 44 PS) @ 6000 rpm   | 70.5 N⋅m (52.0 lb⋅ft) @ 3000 rpm  |
| Escort 1100 L/XL, Manual               | 1970-1974 | 1098 cc | 9:1        | OHV (8V)        | 48 hp (36 kW; 49 PS) @ 6000 rpm   | 73.5 N⋅m (54.2 lb⋅ft) @ 3000 rpm  |
| Escort 1100 L/XL Automático            | 1970-1974 | 1098 cc | 9:1        | OHV (8V)        | 48 hp (36 kW; 49 PS) @ 6000 rpm   | 73.5 N⋅m (54.2 lb⋅ft) @ 3000 rpm  |
| Escort 1300 L/XL Manual                | 1970-1974 | 1298 cc | 9:1        | OHV (8V)        | 56 hp (42 kW; 57 PS) @ 5500 rpm   | 91 N⋅m (67 lb⋅ft) @ 3000 rpm      |
| Escort 1300 L/XL Automático            | 1970-1974 | 1298 cc | 9:1        | OHV (8V)        | 56 hp (42 kW; 57 PS) @ 5500 rpm   | 91 N⋅m (67 lb⋅ft) @ 3000 rpm      |
| Escort 1300 GT and Sport               | 1970-1974 | 1298 cc | 9.2:1      | OHV (8V)        | 71 hp (53 kW; 72 PS) @ 6000 rpm   | 92 N⋅m (68 lb⋅ft) @ 4000 rpm      |
| Escort México                          | 1970-1974 | 1599 cc | 9:1        | OHV (8V)        | 85 hp (63 kW; 86 PS) @ 5500rpm    | 124.5 N⋅m (91.8 lb⋅ft) @ 4000 rpm |
| Escort RS 1600                         | 1970-1974 | 1599 cc | 10:1       | DOHC (16V)      | 115 hp (86 kW; 117 PS) @ 6500 rpm | 152 N⋅m (112 lb⋅ft) @ 4000 rpm    |

- Todos los modelos 1100 y 1300 se ofrecieron en versiones sedán de 2 puertas, sedán de 4 puertas y familiar 3 puertas.

## Artículo relacionado
- Ford Escort